# 133-я танковая бригада
133-я отдельная танковая бригада — формирование (соединение, танковая бригада) РККА Вооружённых Сил СССР, принимавшее участие в Великой Отечественной войне.
Сокращённое наименование — 133 отбр.

## История формирования
133-я отдельная танковая бригада была сформирована на основании приказа НКО СССР № 0063 от 12 августа 1941 годаи директивы НКО СССР № 725444 от 22 сентября 1941 года на Юго-Западном фронте в районе города Чугуев в хуторе Небоженко Харьковского района, Харьковской области. 29 сентября 1941 года на базе 19-го танкового полка 10-й танковой дивизии.
 Все лучшее из дивизии вошло в состав новой бригады. Бригада формировалась по штатам отдельной танковой бригады № 010/75—010/83 от 23 августа 1941 года. Танками бригада пополнилась с Харьковского тракторного завода.

## Участие в боевых действиях
Период вхождения в действующую армию: 28 сентября 1941 года — 27 октября 1942 года.
4 октября 1941 года после сформирования поступила в подчинение 13-й армии Юго-Западного фронта в районе Фатеж.
8 октября 1941 г. сформированы эшелоны погружена в воинские поезда и отправлена в район Курска. 11 октября поступила в распоряжение командира 7-й гвардейской стрелковой дивизии для разгрома Орловской группировки противника. В оборонительных боях под Курском отличились многие воины и экипажи бригады, среди них военнослужащие: Сергей Михайлович Павлов, Константин Иванович Савельев, Иван Иванович Корольков, Николай Александрович Сергеев, Александр Луганский, радист танка Фёдор Константинович Жабров, командир танка Алексей Тимофеевич Петрухин, рядовые автотранспортной роты Дмитрий Герцай, Николай Кузьмин, Павел Степанов и многие другие. 30 октября 1941 года введена в состав 3-й армии Брянского фронта.
В октябре — 1-й половине ноября 1941 года бригада вела оборонительные бои в составе 13-й, а затем 3-й армии Брянского фронта на Курско-Елецком направлении и в районе Ефремова. 13 ноября 1941 года выведена в резерв Брянского фронта в город Мичуринск на доформирование.
С января до августа 1942 года действовала в составе войск Юго-Западного фронта. Участвовала в Барвенково-Лозовской наступательной операции, оборонительных операциях на Воронежском направлении и в большой излучине Дона.
В августе 1942 года была включена в Сталинградский фронт и до 27 октября в составе автобронетанковых войск 57-й, 62-й и 64-й армий участвовала в оборонительном сражении под Сталинградом.
27 октября 1942 года была выведена в резерв Ставки ВГК в Саратов (Приволжский ВО), Сталинградский АБТ Центр.
В ходе оборонительных сражений в 1941—1942 годах бригада нанесла большой урон немецко-фашистским войскам.
Приказом НКО СССР № 381 от 8 декабря 1942 года, за проявленные личным составом в боях с немецко-фашистскими захватчиками отвагу, стойкость, мужество и героизм 133-й отдельной танковой бригаде было присвоено почётное звание «Гвардейская» и новый войсковой номер «11». Бригада была преобразована в 11-ю гвардейскую отдельную танковую бригаду.
Закончила войну как 11-я гвардейская танковая Корсуньско-Берлинская Краснознамённая орденов Суворова, Кутузова и Богдана Хмельницкого бригада

## Состав
на момент формирования
- Управление бригады (штат № 010/75)
- Рота управления (штат № 010/76)
- Разведывательная рота (штат № 010/77)
- 133-й танковый полк (штат № 010/78)[6] Командир  (9.10.1941—04.1942) Королёв, Василий Георгиевич, майор
  - 1-й танковый батальон
  - 2-й танковый батальон
  - 3-й танковый батальон
- Моторизованный стрелково-пулеметный батальон (штат № 010/79)
- Зенитный дивизион (штат № 010/80)
- Ремонтно-восстановительная рота (штат № 010/81)
- Автотранспортная рота (штат № 010/82)
- Медико-санитарный взвод (штат № 010/83)

с января 1942 года
- Управление бригады (штат № 010/303)
- Рота управления (штат № 010/304)
- Разведывательная рота (штат № 010/305)
- 456-й отдельный танковый батальон (штат № 010/306)[7]
- 481-й отдельный танковый батальон (штат № 010/306)[8]
- 133-й мотострелково-пулемётный батальон (штат № 010/307)
- Ремонтно-восстановительная рота (штат № 010/308)
- Автотранспортная рота (штат № 010/309)
- Медико-санитарный взвод (штат № 010/310)

с октября 1942 года
- Управление бригады (штат № 010/270)
- 456-й отдельный танковый батальон (штат № 010/271)
- 481-й отдельный танковый батальон (штат № 010/272)
- Мотострелково-пулемётный батальон (штат № 010/273)
- Истребительно-противотанковая батарея (штат № 010/274)
- Рота управления (штат № 010/275)
- Рота технического обеспечения (штат № 010/276)
- Медико-санитарный взвод (штат № 010/277)

## В составе
- в составе 22-го танкового корпуса, 3-й, 6-й, 13-й, 38-й, 64-й и 4-й танковой армий Брянского, Юго-Западного, Сталинградского фронтов.

## Командование бригады

### Командиры бригады
- 29.08.1941 — 14.04.1942 — Поляков, Василий Михайлович, полковник;
- 15.04.1942 — 08.12.1942 — Бубнов, Николай Матвеевич, подполковник, с 16.05.1942 полковник[9][10].

### Заместитель командира бригады по строевой части
- 00.01.1942 — 00.04.1942 Королёв, Василий Георгиевич, майор
- 24.04.1942 — Плотников, Яков Григорьевич, майор (10.06.1942 пропал б/вести)
- 00.08.1942 — 16.09.1942 Быстрик, Фёдор Иванович, майор, с 14.09.1942 подполковник (16.09.1942 ранен)

### Военные комиссары бригады, с 09.10.1942 — заместители командира бригады по политической части
- 29.08.1941 — 26.09.1941 — Грезнев Николай Феофилович, полковой комиссар;
- 07.10.1941 — 15.07.1942 — Завороткин Сергей Филиппович, полковой комиссар;
- 01.08.1942 — 08.12.1942 — Калустов Григорий Шаумович, батальонный комиссар[11].

### Начальники штаба бригады
- 01.10.1941 — 00.05.1942 — Шапошников Матвей Кузьмич, майор;
- 00.05.1942 — 00.09.1942 — Кукин Андрей Васильевич, майор;
- 00.09.1942 — 08.12.1942 — Родионов Пётр Фёдорович, майор[12].

### Начальники политотдела
- 07.10.1941 — 19.03.1942 — Гетман Афанасий Георгиевич, батальонный комиссар;
- 19.03.1942 — 11.10.1942 — Наконечный Пётр Сидорович, старший батальонный комиссар;
- 10.11.1942 — 08.12.1942 — Ермаков Павел Илларионович, майор[11]

## Отличившиеся воины
- Корольков, Иван Иванович, старший лейтенант, командир роты тяжёлых танков «KB» 1-го танкового батальона.
- Павлов, Сергей Михайлович, капитан, командир роты танков КВ 2-го танкового батальона.
- Савельев, Константин Иванович, младший лейтенант, командир танка КВ 1-го танкового батальона.